# Henrik Dalsgaard
Henrik Dalsgaard (Roum, 27 de julho de 1989) é um futebolista dinamarquês que atua como lateral. Atualmente, joga pelo Midtjylland.

## Carreira
Foi convocado para defender a Seleção Dinamarquesa de Futebol na Copa do Mundo de 2018.